# Belleville (Ontário)

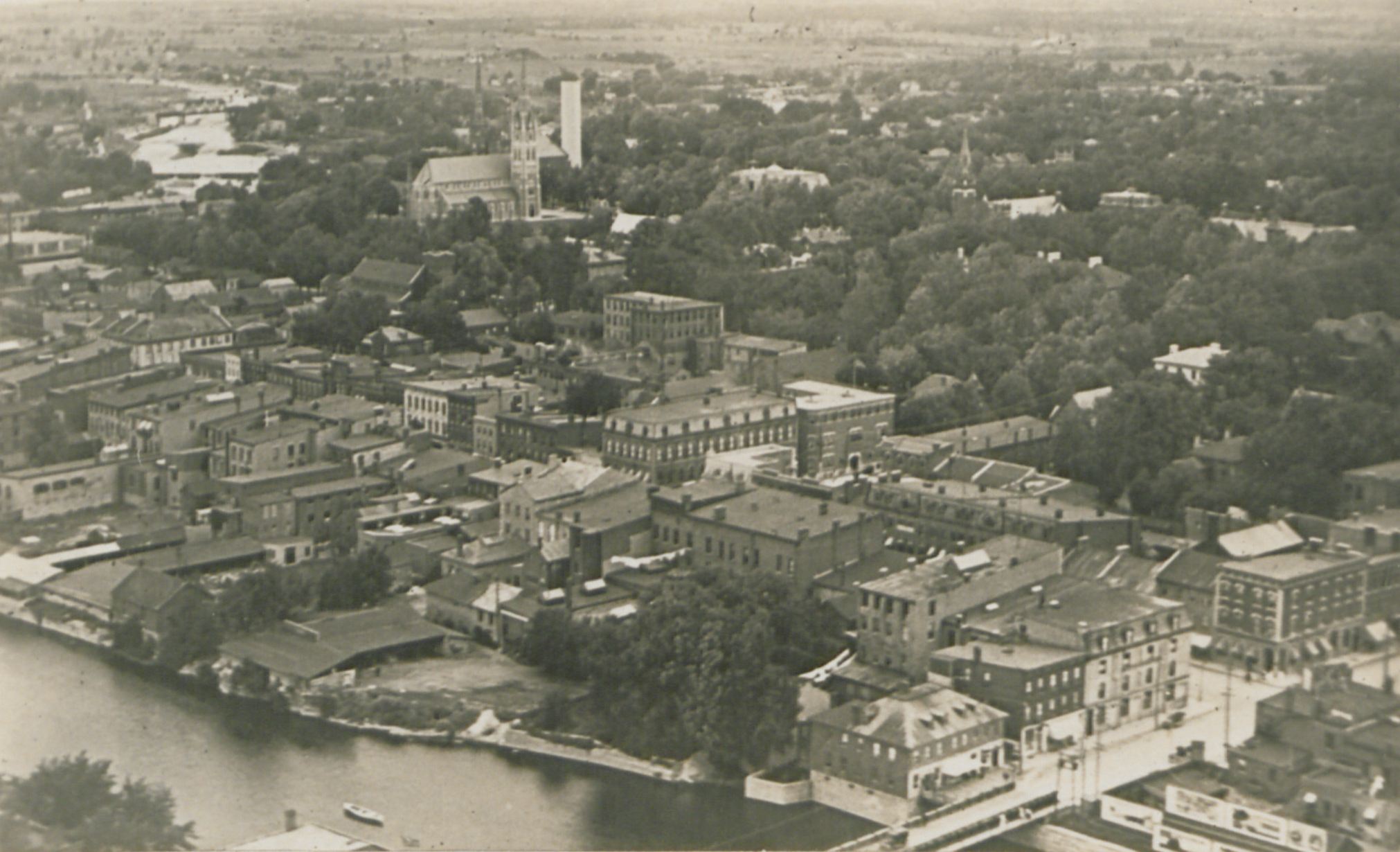
Belleville em 1919

Belleville é uma cidade do Canadá, província de Ontário. Sua população é de aproximadamente 49 mil habitantes, com mais de 88 mil na sua área metropolitana. Belleville foi fundada em 1789.

## Nomes ilustres de Belleville
- Avril Lavigne

## Cidades Irmãs
A cidade de Belleville possui três cidades irmãs, que são elas:
- Lahr - Alemanha
- Gunpo[1] - Corea do Sul
- Zhucheng[1] - China